# Carl Lindhagen

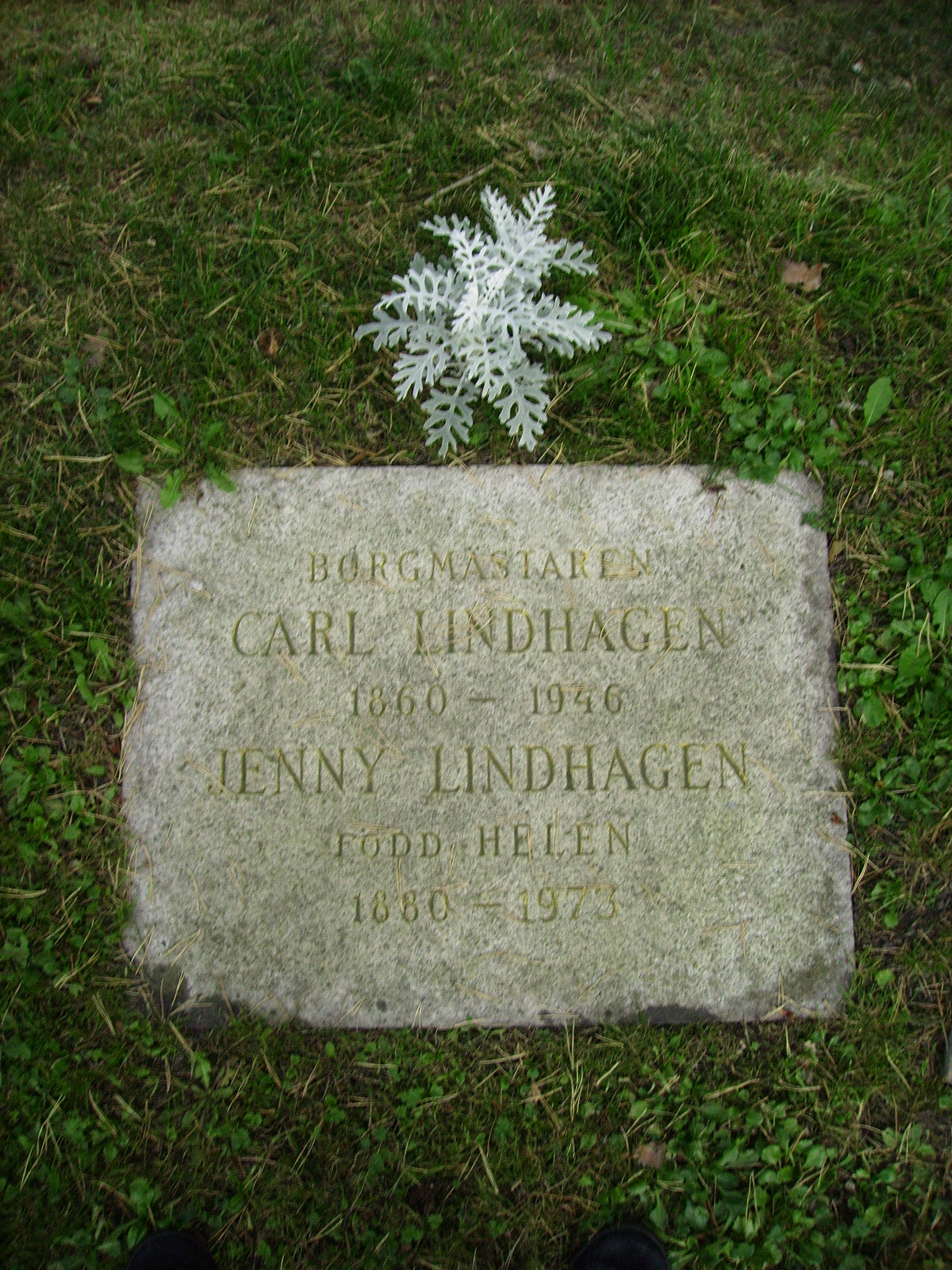
Carl Lindhagens gravvård på Norra begravningsplatsen i Stockholm.

Carl Albert Lindhagen (i riksdagen kallad Lindhagen i Stockholm, senare i Äppelviken och i Ålsten), född 17 december 1860 i Katarina församling, Stockholms stad, död 11 mars 1946 i Bromma församling, Stockholms stad, var en svensk jurist och politiker; borgmästare i Stockholm 1903–1930 och riksdagsledamot (andra kammaren 1897–1917, första kammaren 1919–1940). Lindhagen var fram till år 1900 medlem i Folkpartiet, 1900–1907 i Liberala samlingspartiet, 1909–1917 i Socialdemokraterna, 1917–1921 i Sveriges Socialdemokratiska Vänsterparti och från 1923 återigen i Socialdemokraterna. Han bytte alltså parti fyra gånger.
Han var son till Albert Lindhagen, bror till Anna och halvbror till Arthur Lindhagen.

## Karriär
Lindhagen studerade juridik vid Uppsala universitet, där han blev juris utriusque kandidat 1883. Han blev sedan vice häradshövding 1886, assessor i Svea hovrätt 1891, tillförordnad revisionssekreterare 1893, ordinarie 1899 och efterträdde 1903 Frans Krook som borgmästare i Stockholms stad, en befattning som han innehade till 1930. Lindhagen var juridisk rådgivare åt exekutorerna av Alfred Nobels testamente, Ragnar Sohlman och Rudolf Liljeqvist 1897–1899, och sekreterare i Nobelkommittén 1899.

### Politisk karriär
Carl Lindhagen invaldes 1897 i riksdagens andra kammare för Stockholms stads valkrets och han anslöt sig då till den liberala partigruppen folkpartiet. Han engagerade sig tidigt för att skydda småbrukare i Norrland mot skogsbolag som köpte upp deras skog. Hans arbete ledde till bildandet av Norrlandskommittén, där han blev ledamot, och senare till den Norrländska förbudslagen år 1906. Han arbetade också för kronotorparnas (se särskilt Juktåkolonin) och samernas rättigheter.
Folkpartiet uppgick år 1900 i liberala samlingspartiet, där Lindhagen snart blev en ledande företrädare för vänsterfalangen. De gick emot partiledningen och statsminister Karl Staaff i flera viktiga frågor under Staaffs första regeringsperiod.
Carl Lindhagen lämnade 1907 liberalerna och betecknade sig som vänstervilde, innan han efter lång tvekan 1909 gick med i Socialdemokraterna. Även i sitt nya parti blev han obekväm för partiledningen och kom att tillhöra detta partis vänsterfalang.[källa behövs] Han medverkade 1912 till att bilda Socialdemokratiska vänsterföreningen inom partiet.
Han deltog 1917 i bildandet av Sverges Socialdemokratiska Vänsterparti (SSV, i riksdagen företrätt av socialdemokratiska vänstergruppen), där hans idéer i början hade en del anhängare, men snart trängdes undan av en marxist-leninistisk linje. Lindhagen tillhörde vid partikongressen 1921 den minoritet som inte ville godkänna antagandet av de 21 så kallade Moskvateserna och namnbytet till Sveriges kommunistiska parti (SKP). Under riksdagen 1922 betecknade han sig som vänstersocialistisk vilde men återgick 1923 till socialdemokratiska vänstergruppen, innan han senare samma år tog steget tillbaka till Socialdemokraterna.[källa behövs]
I början av 1918 deltog han i en resa till Petrograd, den unga ryska republikens huvudstad, tillsammans Zeth Höglund, Karl Kilbom och bankdirektör Olof Aschberg. Denna resa har han skildrat i boken I revolutionsland (1918).
År 1919 blev Carl Lindhagen ledamot av första kammaren för Västernorrlands län och förblev ledamot fram till 1940. Under åren 1903–1909 och 1910–1942 var han dessutom ledamot av Stockholms kommunfullmäktige. Han kallades för "riksdagens främste arbetsgivare" med hela 1 011 egna motioner. Med sina 20 motioner om reformer för samerna, förändrades de svenska samernas historia, t ex gavs medel till de svenska samernas första landsmöte i februari 1918 i Östersund. 
I riksdagens första kammare samarbetade Lindhagen ofta och gärna med första kammarens första kvinnliga riksdagsledamot: Kerstin Hesselgren. Framför allt när det kom till jämställdhetsfrågor och om behörighetslagens innehåll.

## Politisk inriktning

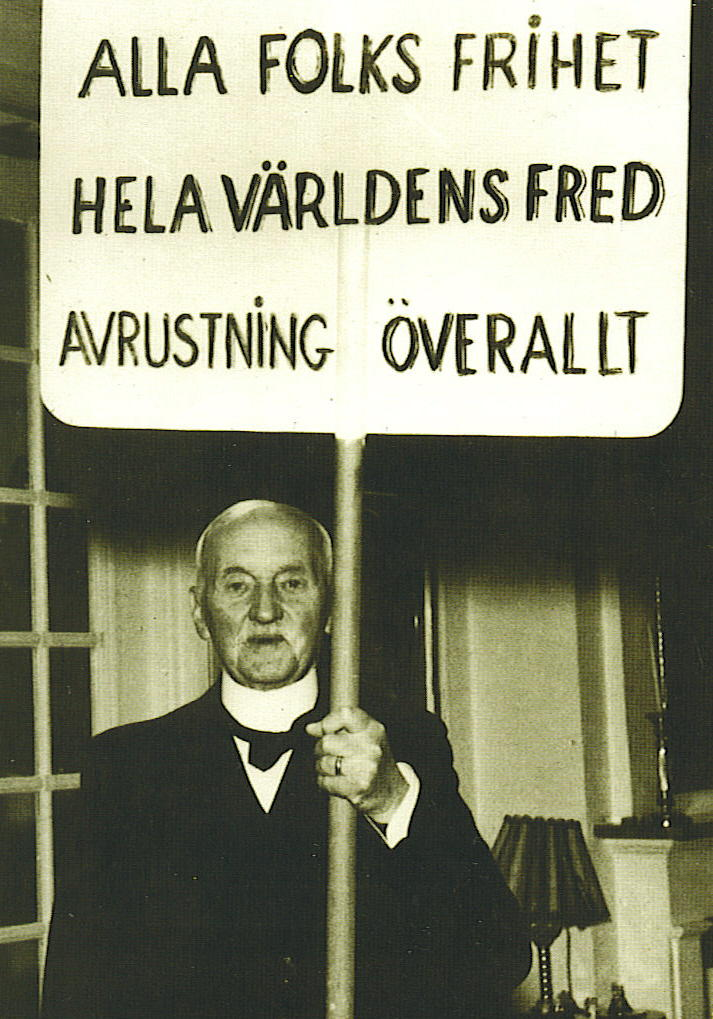
Lindhagen med ett första maj-plakat, 1940.

Carl Lindhagen var särskilt engagerad i frågor som rörde jordbruk, kvinnors rättigheter, fred och internationella relationer.
Som socialdemokrat bidrog han till att förändra partiets jordbrukspolitik från en marxistisk inriktning till en mer småbrukarvänlig. Han var i dessa frågor influerad av Henry Georges idéer om jordvärdebeskattning (georgismen).[källa behövs]
Liksom systern Anna var Carl Lindhagen starkt engagerad i frågan om kvinnans politiska rösträtt. Han arbetade också mot diskriminering av kvinnor i arbetslivet. Han inledde sin politiska karriär i Föreningen för gift kvinnas äganderätt, där han var styrelseledamot åren 1891–1896. 1902 motionerade han för kvinnors rösträtt, vilket renderade kritik både från höger och vänster.
I freds- och försvarsfrågor intog Lindhagen en antimilitaristisk ståndpunkt. Han engagerade sig också för utökat internationellt samarbete och förespråkade bland annat införande av internationell rättskipning och ett internationellt hjälpspråk.[källa behövs] Han var högst aktiv i tillskapandet av Nationernas Förbund.
Han var också en mycket engagerad republikan och motionerade flera gånger om att avskaffa monarkin. Vid arbetartåget, som 1914 demonstrerade till stöd för den dåvarande regeringen Staaff som ett svar på bondetåget och kung Gustaf V:s agerande under borggårdskrisen, var Lindhagen en av dem som utropade "Leve republiken!" Han blev då observerad av en poliskonstapel och dömdes till 100 kronor i böter för förargelseväckande beteende. Böterna betalades genom en landsomfattande ettöresinsamling. Han motionerade också om införandet av republik både 1912 och 1914.[källa behövs]
Lindhagen var en självständig och egensinnig politiker som beskrev sin ideologi som "humanism". Han var influerad av österländsk filosofi, särskilt konfucianismen. Han ansåg att socialismen var alltför ensidigt materialistisk och behövde tillföras "andliga värden". Genom sitt engagemang för landsbygden och kritik mot industrialiseringen var han en föregångare till senare tiders miljörörelser.[källa behövs]
Carl Lindhagen stödde idén om baltoskandiskt samarbete och var Litauenvän. Även Polen ville han ha med för att ge samarbetet större tyngd, men han ansåg att Polen borde lämna Vilniusområdet till Litauen (motion 201 i första kammaren 1933).[källa behövs]

## Bostäder
Carl Lindhagen, som uppskattade trädgårdsstaden i Bromma, bodde 1914–1926 i Gamla borgmästargården i Äppelviken och från 1926 till sin bortgång i den ståtliga Nya borgmästargården som han låtit storbyggmästaren Olle Engkvist uppföra, efter ritningar av Ragnar Östberg på Vinghästvägen i Höglandet.

## Arkiv
Carl Lindhagens omfattande personarkiv förvaras i Stockholms stadsarkiv.